# Печорский район (Псковская область)
Печо́рский райо́н — административно-территориальная единица (район) и муниципальное образование (муниципальный район) на западе Псковской области России.
Административный центр — город Печоры.

## География
Район граничит на востоке с Псковским и Палкинским районами Псковской области, на западе — с Эстонией и Латвией, на севере примыкает к Псковскому озеру. К территории района относится анклав Дубки. В состав района входит остров Колпина — крупнейший остров акватории Псковского озера и всего Чудско-Псковского озёрного комплекса. Площадь острова составлаяет 11,02 км².
Площадь района — 1251 км². Основная река — Пимжа (Пиуза).

## История
На территории района находится один из древнейших русских городов — Изборск, а также Псково-Печорский монастырь.
C 1920 года в соответствии с Тартуским мирным договором территория будущего района вошла в состав Эстонской Республики (уезд Петсери). В 1940 году эта территория оставалась в пределах административных границ Эстонской ССР, с августа 1941 года по август 1944 года была оккупирована нацистской Германией и вошла в состав Рейхскомиссариата Остланд.
Печорский район образован Указом Президиума Верховного Совета РСФСР от 16 января 1945 года и присоединён к территории РСФСР. Этим же указом район был разделён на 13 сельсоветов: Велейский, Веребковский, Гнилкинский, Городищенский, Ивано-Болотинский, Изборский, Кулейский, Лезговский, Митковицкий, Паниковский, Печковский, Печорский, Сенский. Также в состав района входили два города — Печоры и Новый Изборск. В мае — июне 1950 года с территории Печорского района были депортированы в Красноярский край кулаки, участники бандформирований и члены их семей.
Указом Президиума Верховного Совета РСФСР от 16 июня 1954 года Лезговский сельсовет был упразднён, его населённые пункты вошли в состав Ивано-Болотинского сельсовета.
Решением Псковского облисполкома № 342 от 12 октября 1956 года Сенский сельсовет переименован в Новоизборский сельсовет, в связи с переносом его центра в город Новый Изборск.
Указом Президиума Верховного Совета РСФСР от 30 ноября 1956 года город Новый Изборск преобразован в сельский населённый пункт.
Указом Президиума Верховного Совета РСФСР от 14 января 1958 года в состав Печорского района включены Лавровский, Ротовский, Шумилкинский, Юшковский сельсоветы одновременно упразднённого Качановского района.
Решением Псковского облисполкома № 453 от 24 декабря 1959 года упразднены следующие сельсоветы: а) Гнилкинский — с передачей его населённых пунктов в состав Новоизборского и Изборского сельсоветов; б) Городищенский — с передачей его населённых пунктов в состав Кулейского и Ивано-Болотинского сельсовета и в) Шумилкинский — с передачей его населённых пунктов в состав Паниковского и Ротовского сельсоветов.
Решением Псковского облисполкома № 9 от 7 января 1961 года упразднены следующие сельсоветы: а) Веребковский — с передачей его населённых пунктов в состав Паниковского сельсовета; б) Юшковский — с передачей его населённых пунктов в состав Лавровского сельсовета; в) Велейский — с передачей его населённых пунктов в состав Изборского и Лавровского сельсоветов; г) Митковицкий — с передачей его населённых пунктов в состав Печорского и Изборского сельсоветов и д) Ротовский — с передачей его территории в состав Паниковского и Лавровского сельсоветов.
Решением Псковского облисполкома № 380 от 14 октября 1961 года Ивано-Болотинский сельсовет переименован в Круппский сельсовет — в связи с переносом его центра в деревню Крупп.
Указом Президиума Верховного Совета РСФСР от 22 ноября 1961 года в состав Печорского района были включены Васильевский и Качановский сельсоветы одновременно упразднённого Палкинского района.
Указом Президиума Верховного Совета РСФСР от 1 февраля 1963 года территория Печорского района включена в состав Псковского сельского района.
Указом Президиума Верховного Совета РСФСР от 2 марта 1964 года вновь образован Печорский сельский район, с включением в его состав города Печоры.
Указом Президиума Верховного Совета РСФСР от 12 января 1965 года Печорский сельский район преобразован в район.
Указом Президиума Верховного Совета РСФСР от 30 декабря 1966 года Васильевский и Качановский сельсоветы включены в состав одновременно вновь образованного Палкинского района.
Постановлением Псковского областного Собрания депутатов от 26 января 1995 года сельсоветы Печорского района, как и всей области, стали называться волостями.

## Население
| 1939    | 1944    | 1959    | 1970    | 1979    | 1989    | 2002    | 2009    | 2010    |
| ------- | ------- | ------- | ------- | ------- | ------- | ------- | ------- | ------- |
| 66 509  | ↘40 799 | ↗43 431 | ↘32 615 | ↘28 849 | ↘27 338 | ↘25 300 | ↘23 025 | ↘22 123 |
| 2011    | 2012    | 2013    | 2014    | 2015    | 2016    | 2017    | 2018    | 2019    |
| ↘22 040 | ↘22 013 | ↘21 480 | ↘21 306 | ↘20 930 | ↘20 664 | ↘20 247 | ↘19 802 | ↘19 376 |
| 2020    | 2021    | 2023    |         |         |         |         |         |         |
| ↘18 888 | ↗19 126 | ↘18 602 |         |         |         |         |         |         |

Урбанизация
| Территория         | 1944  | 1959  | 1970  | 1979  | 1989  | 2002  | 2010  |
| ------------------ | ----- | ----- | ----- | ----- | ----- | ----- | ----- |
| Всего по району    | 40799 | 43868 | 32645 | 28884 | 27199 | 25300 | 22705 |
| город Печоры       | 2328  | 6926  | 7475  | 10346 | 11935 | 13056 | 12308 |
| сельское население | 38471 | 36942 | 25170 | 18538 | 15264 | 12244 | 10397 |

По состоянию на 1 января 2023 года из 18602 жителей района в городских условиях (в городе Печоры) проживают 52,73 % населения района (или 9808 человек), в сельских — 47,27 % или 8794 человек.
По данным переписи населения 2010 года численность населения района составляла 22123 человека, в том числе 11195 городских жителей (50,60 % от общего населения) и 10928 сельских жителей (49,40 %).
Национальный состав
В районе проживает православная родственная эстонцам этнографическая группа — сету (от 170 до 300 чел.) Благодаря этому район включают в историко-этнографический район Сетумаа, охватывающий также юго-восток Эстонии (уезды Вырумаа и Пылвамаа).
Национальный состав населения Печорского района по данным переписей населения 2002 и 2010 годов:
| Национальность                                            | 2002 год, чел. | % от всего населения | % от указавших нацио- нальность | 2010 год, чел. | % от всего населения | % от указавших нацио- нальность |
| --------------------------------------------------------- | -------------- | -------------------- | ------------------------------- | -------------- | -------------------- | ------------------------------- |
| русские                                                   | 22870          | 90,40 %              | 91,54 %                         | 19449          | 87,91 %              | 92,66 %                         |
| украинцы                                                  | 509            | 2,01 %               | 2,04 %                          | 353            | 1,60 %               | 1,68 %                          |
| эстонцы                                                   | 494            | 1,95 %               | 1,98 %                          | 289            | 1,31 %               | 1,38 %                          |
| в том числе сету                                          | 170            | 0,67 %               | 0,68 %                          | 115            | 0,52 %               | 0,55 %                          |
| белорусы                                                  | 339            | 1,34 %               | 1,36 %                          | 227            | 1,03 %               | 1,08 %                          |
| узбеки                                                    | 10             | 0,04 %               | 0,04 %                          | 92             | 0,42 %               | 0,44 %                          |
| цыгане                                                    | 56             | 0,22 %               | 0,22 %                          | 78             | 0,35 %               | 0,37 %                          |
| латыши                                                    | 75             | 0,30 %               | 0,30 %                          | 50             | 0,23 %               | 0,24 %                          |
| чуваши                                                    | 95             | 0,38 %               | 0,38 %                          | 47             | 0,21 %               | 0,22 %                          |
| татары                                                    | 63             | 0,25 %               | 0,25 %                          | 47             | 0,21 %               | 0,22 %                          |
| молдаване                                                 | 48             | 0,19 %               | 0,19 %                          | 38             | 0,17 %               | 0,18 %                          |
| киргизы                                                   | 0              | 0,00 %               | 0,00 %                          | 37             | 0,17 %               | 0,18 %                          |
| азербайджанцы                                             | 23             | 0,09 %               | 0,09 %                          | 35             | 0,16 %               | 0,17 %                          |
| немцы                                                     | 67             | 0,26 %               | 0,27 %                          | 33             | 0,15 %               | 0,16 %                          |
| армяне                                                    | 40             | 0,16 %               | 0,16 %                          | 31             | 0,14 %               | 0,15 %                          |
| таджики                                                   | 6              | 0,02 %               | 0,02 %                          | 17             | 0,08 %               | 0,08 %                          |
| мордва                                                    | 21             | 0,08 %               | 0,08 %                          | 17             | 0,08 %               | 0,08 %                          |
| чеченцы                                                   | 18             | 0,07 %               | 0,07 %                          | 15             | 0,07 %               | 0,07 %                          |
| финны                                                     | 25             | 0,10 %               | 0,10 %                          | 12             | 0,05 %               | 0,06 %                          |
| башкиры                                                   | 38             | 0,15 %               | 0,15 %                          | 13             | 0,06 %               | 0,06 %                          |
| гагаузы                                                   | 3              | 0,01 %               | 0,01 %                          | 10             | 0,05 %               | 0,05 %                          |
| другие                                                    | 183            | 0,72 %               | 0,73 %                          | 99             | 0,45 %               | 0,47 %                          |
| всего указали национальность                              | 24983          | 98,75 %              | 100,00 %                        | 20989          | 94,87 %              | 100,00 %                        |
| не указали национальность, в том числе из адм. источников | 317            | 1,25 %               |                                 | 1134           | 5,13 %               |                                 |
| всего                                                     | 25300          | 100,00 %             |                                 | 22123          | 100,00 %             |                                 |

По итогам переписи населения 2020 года проживали следующие национальности (национальности менее 0,1 % и другое, см. в сноске к строке «Другие»):
| Национальность | Численность, чел. | Доля     |
| -------------- | ----------------- | -------- |
| Русские        | 17 469            | 91,34 %  |
| Эстонцы        | 207               | 1,08 %   |
| Украинцы       | 178               | 0,93 %   |
| Белорусы       | 99                | 0,52 %   |
| Узбеки         | 96                | 0,50 %   |
| Цыгане         | 71                | 0,37 %   |
| Азербайджанцы  | 59                | 0,31 %   |
| Армяне         | 32                | 0,17 %   |
| Татары         | 30                | 0,16 %   |
| Чуваши         | 27                | 0,14 %   |
| Таджики        | 24                | 0,13 %   |
| Молдаване      | 23                | 0,12 %   |
| Латыши         | 22                | 0,12 %   |
| Немцы          | 21                | 0,11 %   |
| Другие         | 768               | 4,00 %   |
| Итого          | 19 126            | 100,00 % |

## Населённые пункты
По переписи 2002 года на территории района было 367 сельских населённых пунктов, из которых в 34 деревнях население отсутствовало, в 99 деревнях и сёлах жило от 1 до 5 человек, в 82 — от 6 до 10 человек, в 89 — от 11 до 25 человек, в 46 — от 26 до 50 человек, в 18 — от 51 до 100 человек, в 6 — от 101 до 200 человек, 10 — от 201 до 500 человек, в 2 — от 501 до 1000 человек и лишь в одном сельском населённом пункте — от 1000 до 2000 человек.
По переписи 2010 года на территории района было расположено 386 сельских населённых пунктов, из которых в 59 деревнях население отсутствовало, в 109 деревнях жило от 1 до 5 человек, в 54 — от 6 до 10 человек, в 90 — от 11 до 25 человек, в 45 — от 26 до 50 человек, в 10 — от 51 до 100 человек, в 10 — от 101 до 200 человек, в 6 — от 201 до 500 человек, в одной — от 501 до 1000 человек и в двух сельских населённых пунктах — от 1000 до 2000 человек.
На данный момент в район входят 387 населённых пунктов, в том числе город Печоры и 386 сельских населённых пунктов:
| №   | Населённый пункт    | Тип     | Население                                                                                  | Муниципальное образование |
| --- | ------------------- | ------- | ------------------------------------------------------------------------------------------ | ------------------------- |
| 1   | Авдашево            | деревня | ↘23                                                                                        | Печоры                    |
| 2   | Андрейково          | деревня | ↘5                                                                                         | Печоры                    |
| 3   | Анохово             | деревня | ↗5                                                                                         | Круппская волость         |
| 4   | Аполихино           | деревня | →16                                                                                        | Лавровская волость        |
| 5   | Аристово            | деревня | ↗29                                                                                        | Печоры                    |
| 6   | Арменица            | деревня | ↘9                                                                                         | Лавровская волость        |
| 7   | Бабино              | деревня | ↘0                                                                                         | Печоры                    |
| 8   | Бабино              | деревня | ↘11                                                                                        | Печоры                    |
| 9   | Барабаново          | деревня | ↘0                                                                                         | Новоизборская волость     |
| 10  | Бебешкино           | деревня | ↘0                                                                                         | Печоры                    |
| 11  | Белая Гора          | деревня | ↘3                                                                                         | Лавровская волость        |
| 12  | Белоусово           | деревня | ↗4                                                                                         | Печоры                    |
| 13  | Бельково            | деревня | ↘9                                                                                         | Печоры                    |
| 14  | Бельско             | деревня | →29                                                                                        | Печоры                    |
| 15  | Березнюк            | деревня | ↘29                                                                                        | Печоры                    |
| 16  | Бобково             | деревня | ↘11                                                                                        | Новоизборская волость     |
| 17  | Бобренки            | деревня | ↗9                                                                                         | Лавровская волость        |
| 18  | Бобровник           | деревня | ↘11                                                                                        | Лавровская волость        |
| 19  | Боброво             | деревня | ↗138                                                                                       | Лавровская волость        |
| 20  | Бобры               | деревня | ↗7                                                                                         | Лавровская волость        |
| 21  | Богомолово          | деревня | ↘17                                                                                        | Печоры                    |
| 22  | Бодогово            | деревня | ↘1                                                                                         | Печоры                    |
| 23  | Большая Гверстонь   | деревня | ↗20                                                                                        | Круппская волость         |
| 24  | Большие Мильцы      | деревня | ↘43                                                                                        | Новоизборская волость     |
| 25  | Большое Михалкино   | деревня | ↘5                                                                                         | Лавровская волость        |
| 26  | Бор-Бельково        | деревня | ↘1                                                                                         | Печоры                    |
| 27  | Борисовка           | деревня | ↘0                                                                                         | Лавровская волость        |
| 28  | Борок               | деревня | ↘12                                                                                        | Печоры                    |
| 29  | Борщевицы           | деревня | ↘14                                                                                        | Печоры                    |
| 30  | Ботвино             | деревня | ↘0                                                                                         | Лавровская волость        |
| 31  | Брезделёво          | деревня | ↘11                                                                                        | Печоры                    |
| 32  | Брод                | деревня | ↗6                                                                                         | Печоры                    |
| 33  | Брунишево           | деревня | ↘14                                                                                        | Лавровская волость        |
| 34  | Будовиж             | деревня | ↘32                                                                                        | Круппская волость         |
| 35  | Булатново           | деревня | ↗4                                                                                         | Печоры                    |
| 36  | Буравенки           | деревня | ↗5                                                                                         | Печоры                    |
| 37  | Буравцы             | деревня | ↘13                                                                                        | Печоры                    |
| 38  | Бухолово            | деревня | ↘0                                                                                         | Лавровская волость        |
| 39  | Валдино             | деревня | →0                                                                                         | Круппская волость         |
| 40  | Варапаново          | деревня | ↗9                                                                                         | Новоизборская волость     |
| 41  | Вастцы              | деревня | ↘36                                                                                        | Печоры                    |
| 42  | Вашина Гора         | деревня | ↗19                                                                                        | Печоры                    |
| 43  | Ведерниково         | деревня | ↘0                                                                                         | Круппская волость         |
| 44  | Велье               | деревня | ↘0                                                                                         | Печоры                    |
| 45  | Веребково           | деревня | ↘32                                                                                        | Печоры                    |
| 46  | Вертушкино          | деревня | ↗5                                                                                         | Круппская волость         |
| 47  | Вертушкино          | деревня | →1                                                                                         | Новоизборская волость     |
| 48  | Верхний Крупск      | деревня | →15                                                                                        | Печоры                    |
| 49  | Веселкино           | деревня | →0                                                                                         | Печоры                    |
| 50  | Видовичи            | деревня | ↘61                                                                                        | Новоизборская волость     |
| 51  | Вилла               | деревня | →0                                                                                         | Новоизборская волость     |
| 52  | Виски               | деревня | ↘49                                                                                        | Новоизборская волость     |
| 53  | Вишняково           | деревня | ↘43                                                                                        | Круппская волость         |
| 54  | Волково             | деревня | →0                                                                                         | Печоры                    |
| 55  | Володино            | деревня | ↘14                                                                                        | Печоры                    |
| 56  | Воронкино           | деревня | ↗17                                                                                        | Печоры                    |
| 57  | Вруда               | деревня | ↘1                                                                                         | Печоры                    |
| 58  | Выласте             | деревня | ↘0                                                                                         | Круппская волость         |
| 59  | Высокий Мост        | деревня | ↘29                                                                                        | Лавровская волость        |
| 60  | Выставка            | деревня | →0                                                                                         | Лавровская волость        |
| 61  | Вязьмово            | деревня | ↘1                                                                                         | Печоры                    |
| 62  | Гагулино            | деревня | →3                                                                                         | Лавровская волость        |
| 63  | Глазово             | деревня | ↘33                                                                                        | Круппская волость         |
| 64  | Гнилкино            | деревня | ↘3                                                                                         | Новоизборская волость     |
| 65  | Говсы               | деревня | ↘2                                                                                         | Лавровская волость        |
| 66  | Голино              | деревня | ↘15                                                                                        | Печоры                    |
| 67  | Гора                | деревня | ↗13                                                                                        | Лавровская волость        |
| 68  | Горбатицы           | деревня | ↘21                                                                                        | Круппская волость         |
| 69  | Горбово             | деревня | →5                                                                                         | Лавровская волость        |
| 70  | Гористница          | деревня | →0                                                                                         | Печоры                    |
| 71  | Горланово           | деревня | ↘1                                                                                         | Лавровская волость        |
| 72  | Городище            | деревня | ↘31                                                                                        | Круппская волость         |
| 73  | Горончарово         | деревня | ↘1                                                                                         | Печоры                    |
| 74  | Горохово            | деревня | ↘11                                                                                        | Печоры                    |
| 75  | Горушка             | деревня | ↗2                                                                                         | Лавровская волость        |
| 76  | Горушка             | деревня | →7                                                                                         | Новоизборская волость     |
| 77  | Горушка             | деревня | ↗7                                                                                         | Печоры                    |
| 78  | Грабилово           | деревня | ↘0                                                                                         | Печоры                    |
| 79  | Гревели             | деревня | →1                                                                                         | Лавровская волость        |
| 80  | Гусинец             | деревня | ↘31                                                                                        | Печоры                    |
| 81  | Давыдов Конец       | деревня | →0                                                                                         | Печоры                    |
| 82  | Давыдов Конец       | деревня | ↗25                                                                                        | Печоры                    |
| 83  | Давыдово            | деревня | ↘4                                                                                         | Печоры                    |
| 84  | Дальнево            | деревня | ↘19                                                                                        | Круппская волость         |
| 85  | Декшино             | деревня | ↗27                                                                                        | Печоры                    |
| 86  | Демидово            | деревня | ↗3                                                                                         | Печоры                    |
| 87  | Дитятино            | деревня | ↗18                                                                                        | Лавровская волость        |
| 88  | Дмитровский Клин    | деревня | ↘0                                                                                         | Лавровская волость        |
| 89  | Дрисливик           | деревня | ↘16                                                                                        | Круппская волость         |
| 90  | Дубки               | деревня | ↘0                                                                                         | Круппская волость         |
| 91  | Дубник              | деревня | ↗47                                                                                        | Печоры                    |
| 92  | Дубово              | деревня | ↘4                                                                                         | Печоры                    |
| 93  | Дубровка            | деревня | →6                                                                                         | Печоры                    |
| 94  | Дуравино            | деревня | ↗64                                                                                        | Круппская волость         |
| 95  | Дурково             | деревня | ↗8                                                                                         | Лавровская волость        |
| 96  | Дымково             | деревня | →0                                                                                         | Печоры                    |
| 97  | Дятлово             | деревня | ↘2                                                                                         | Печоры                    |
| 98  | Евдокимово          | деревня | ↘2                                                                                         | Лавровская волость        |
| 99  | Емельяново          | деревня | ↗17                                                                                        | Печоры                    |
| 100 | Железово-1          | деревня | ↗13                                                                                        | Лавровская волость        |
| 101 | Железово-2          | деревня | ↘4                                                                                         | Лавровская волость        |
| 102 | Желчаны             | деревня | ↘5                                                                                         | Лавровская волость        |
| 103 | Забабье             | деревня | ↗14                                                                                        | Новоизборская волость     |
| 104 | Забелино            | деревня | ↗12                                                                                        | Печоры                    |
| 105 | Заболотье           | деревня | ↘70                                                                                        | Круппская волость         |
| 106 | Заболотье           | деревня | →7                                                                                         | Печоры                    |
| 107 | Заболотье           | деревня | ↗15                                                                                        | Печоры                    |
| 108 | Забродье            | деревня | →0                                                                                         | Печоры                    |
| 109 | Загорье             | деревня | ↗8                                                                                         | Новоизборская волость     |
| 110 | Загривье            | деревня | →0                                                                                         | Новоизборская волость     |
| 111 | Задребье            | деревня | ↗14                                                                                        | Новоизборская волость     |
| 112 | Задребье            | деревня | ↗10                                                                                        | Печоры                    |
| 113 | Зажино              | деревня | ↘17                                                                                        | Печоры                    |
| 114 | Зайково             | деревня | →3                                                                                         | Лавровская волость        |
| 115 | Залавье             | деревня | ↘8                                                                                         | Новоизборская волость     |
| 116 | Залесье             | деревня | ↗229                                                                                       | Печоры                    |
| 117 | Заложье             | деревня | ↘14                                                                                        | Печоры                    |
| 118 | Замогилье           | деревня | ↗7                                                                                         | Печоры                    |
| 119 | Замошье             | деревня | ↗113                                                                                       | Круппская волость         |
| 120 | Замошье             | деревня | ↘31                                                                                        | Лавровская волость        |
| 121 | Замшарье            | деревня | ↘1                                                                                         | Печоры                    |
| 122 | Заноги              | деревня | ↗3                                                                                         | Лавровская волость        |
| 123 | Запутье             | деревня | →6                                                                                         | Печоры                    |
| 124 | Запутье             | деревня | ↘7                                                                                         | Новоизборская волость     |
| 125 | Затрубье-Лебеды     | деревня | ↘40                                                                                        | Печоры                    |
| 126 | Затулье             | деревня | →1                                                                                         | Печоры                    |
| 127 | Захарево            | деревня | →0                                                                                         | Лавровская волость        |
| 128 | Захново             | деревня | ↗2                                                                                         | Лавровская волость        |
| 129 | Захново             | деревня | ↗3                                                                                         | Новоизборская волость     |
| 130 | Заходы              | деревня | →24                                                                                        | Круппская волость         |
| 131 | Зехново             | деревня | ↘3                                                                                         | Печоры                    |
| 132 | Зимний Борок        | деревня | ↘68                                                                                        | Круппская волость         |
| 133 | Злыполье            | деревня | ↘2                                                                                         | Круппская волость         |
| 134 | Зубово              | деревня | ↗11                                                                                        | Лавровская волость        |
| 135 | Зуево               | деревня | ↘3                                                                                         | Печоры                    |
| 136 | Иваново-Болото      | деревня | ↘58                                                                                        | Круппская волость         |
| 137 | Иверицы             | деревня | ↘5                                                                                         | Новоизборская волость     |
| 138 | Игнатово            | деревня | ↗6                                                                                         | Печоры                    |
| 139 | Изборск             | деревня | ↗789                                                                                       | Печоры                    |
| 140 | Индовино            | деревня | →3                                                                                         | Печоры                    |
| 141 | Исад                | деревня | ↘4                                                                                         | Круппская волость         |
| 142 | Калки               | деревня | ↘29                                                                                        | Новоизборская волость     |
| 143 | Каменка             | деревня | ↘9                                                                                         | Печоры                    |
| 144 | Каменка             | деревня | ↗14                                                                                        | Круппская волость         |
| 145 | Капково             | деревня | ↗10                                                                                        | Лавровская волость        |
| 146 | Качево              | деревня | ↘20                                                                                        | Печоры                    |
| 147 | Кашино              | деревня | ↘18                                                                                        | Печоры                    |
| 148 | Кенги               | деревня | →0                                                                                         | Лавровская волость        |
| 149 | Кендиши             | деревня | ↗16                                                                                        | Лавровская волость        |
| 150 | Керино              | деревня | ↗9                                                                                         | Печоры                    |
| 151 | Кикуты              | деревня | ↘17                                                                                        | Лавровская волость        |
| 152 | Килинец             | деревня | ↘4                                                                                         | Круппская волость         |
| 153 | Кирово              | деревня | ↘12                                                                                        | Печоры                    |
| 154 | Киршино             | деревня | ↘161                                                                                       | Круппская волость         |
| 155 | Клезено             | деревня | ↗6                                                                                         | Лавровская волость        |
| 156 | Ключище             | деревня | ↘19                                                                                        | Лавровская волость        |
| 157 | Ковязлово           | деревня | ↗6                                                                                         | Печоры                    |
| 158 | Козино              | деревня | →0                                                                                         | Лавровская волость        |
| 159 | Козье Загорье       | деревня | ↘19                                                                                        | Печоры                    |
| 160 | Коломно             | деревня | ↘22                                                                                        | Новоизборская волость     |
| 161 | Коломцы             | деревня | ↗32                                                                                        | Круппская волость         |
| 162 | Колосовка           | деревня | ↘3                                                                                         | Печоры                    |
| 163 | Колпино             | деревня | ↘23                                                                                        | Круппская волость         |
| 164 | Кольцово            | деревня | ↘0                                                                                         | Печоры                    |
| 165 | Конечки             | деревня | ↗31                                                                                        | Печоры                    |
| 166 | Копаницы            | деревня | ↘13                                                                                        | Новоизборская волость     |
| 167 | Костино             | деревня | ↘7                                                                                         | Печоры                    |
| 168 | Костово-Слободка    | деревня | ↘20                                                                                        | Лавровская волость        |
| 169 | Костомары           | деревня | ↘0                                                                                         | Лавровская волость        |
| 170 | Костыгово           | деревня | ↘8                                                                                         | Лавровская волость        |
| 171 | Косыгино            | деревня | ↘13                                                                                        | Печоры                    |
| 172 | Котелево            | деревня | →0                                                                                         | Печоры                    |
| 173 | Котья Гора          | деревня | →0                                                                                         | Печоры                    |
| 174 | Кошельки            | деревня | ↘15                                                                                        | Печоры                    |
| 175 | Кранцово            | деревня | ↘5                                                                                         | Печоры                    |
| 176 | Красиково           | деревня | ↗16                                                                                        | Лавровская волость        |
| 177 | Красная Гора        | деревня | ↘46                                                                                        | Круппская волость         |
| 178 | Кривоножка          | деревня | →2                                                                                         | Печоры                    |
| 179 | Кривск              | деревня | ↗65                                                                                        | Круппская волость         |
| 180 | Крупп               | деревня | ↘412                                                                                       | Круппская волость         |
| 181 | Кряково             | деревня | ↘7                                                                                         | Печоры                    |
| 182 | Кудина Гора         | деревня | ↘20                                                                                        | Круппская волость         |
| 183 | Кудрово             | деревня | ↘13                                                                                        | Печоры                    |
| 184 | Кукуевка            | деревня | ↘10                                                                                        | Круппская волость         |
| 185 | Куланово            | деревня | ↗11                                                                                        | Печоры                    |
| 186 | Кулиско             | деревня | ↘38                                                                                        | Круппская волость         |
| 187 | Кулье               | деревня | ↘140                                                                                       | Круппская волость         |
| 188 | Курвица             | деревня | →1                                                                                         | Печоры                    |
| 189 | Курково             | деревня | ↘4                                                                                         | Печоры                    |
| 190 | Кучино              | деревня | →3                                                                                         | Печоры                    |
| 191 | Лабково             | деревня | ↗23                                                                                        | Лавровская волость        |
| 192 | Лавры               | деревня | ↗1008                                                                                      | Лавровская волость        |
| 193 | Ладейники           | деревня | →2                                                                                         | Лавровская волость        |
| 194 | Лазарево            | деревня | ↘186                                                                                       | Печоры                    |
| 195 | Ламище              | деревня | ↗5                                                                                         | Лавровская волость        |
| 196 | Лаптево-Колхозное   | деревня | →8                                                                                         | Печоры                    |
| 197 | Лаптево-Совхозное   | деревня | ↘1                                                                                         | Печоры                    |
| 198 | Лебеж               | деревня | ↘0                                                                                         | Новоизборская волость     |
| 199 | Лезги               | деревня | ↘25                                                                                        | Печоры                    |
| 200 | Леоново             | деревня | →0                                                                                         | Лавровская волость        |
| 201 | Лесицко             | деревня | ↘38                                                                                        | Новоизборская волость     |
| 202 | Летний Борок        | деревня | ↘2                                                                                         | Новоизборская волость     |
| 203 | Лидва-1             | деревня | ↘19                                                                                        | Лавровская волость        |
| 204 | Лидва-2             | деревня | ↘25                                                                                        | Лавровская волость        |
| 205 | Лидва-Выселок       | деревня | →3                                                                                         | Лавровская волость        |
| 206 | Лидва-Шумилово      | деревня | ↘0                                                                                         | Лавровская волость        |
| 207 | Лисье               | деревня | ↘65                                                                                        | Круппская волость         |
| 208 | Литвиново           | деревня | ↗10                                                                                        | Лавровская волость        |
| 209 | Литовиж             | деревня | ↘18                                                                                        | Круппская волость         |
| 210 | Личниково           | деревня | ↘5                                                                                         | Лавровская волость        |
| 211 | Лобаны              | деревня | ↘2                                                                                         | Печоры                    |
| 212 | Лопотово            | деревня | ↗29                                                                                        | Печоры                    |
| 213 | Луги-1              | деревня | →0                                                                                         | Лавровская волость        |
| 214 | Луги-2              | деревня | →0                                                                                         | Лавровская волость        |
| 215 | Луки                | деревня | ↘202                                                                                       | Новоизборская волость     |
| 216 | Луковка             | деревня | ↗4                                                                                         | Печоры                    |
| 217 | Лыково              | деревня | ↘11                                                                                        | Печоры                    |
| 218 | Любры               | деревня | ↘0                                                                                         | Лавровская волость        |
| 219 | Любятово            | деревня | ↘24                                                                                        | Лавровская волость        |
| 220 | Лядинка             | деревня | ↘2                                                                                         | Круппская волость         |
| 221 | Лядинки             | деревня | →1                                                                                         | Лавровская волость        |
| 222 | Мадолово            | деревня | ↘4                                                                                         | Лавровская волость        |
| 223 | Макарово            | деревня | ↗14                                                                                        | Лавровская волость        |
| 224 | Малая Гверстонь     | деревня | ↘22                                                                                        | Круппская волость         |
| 225 | Малое Михалкино     | деревня | ↘1                                                                                         | Лавровская волость        |
| 226 | Малы                | деревня | ↘28                                                                                        | Печоры                    |
| 227 | Малые Мильцы        | деревня | ↘28                                                                                        | Новоизборская волость     |
| 228 | Мальгино            | деревня | ↘0                                                                                         | Печоры                    |
| 229 | Манчихино           | деревня | →2                                                                                         | Новоизборская волость     |
| 230 | Манюково            | деревня | ↘0                                                                                         | Круппская волость         |
| 231 | Марково             | деревня | ↘25                                                                                        | Лавровская волость        |
| 232 | Мартышово           | деревня | ↘32                                                                                        | Круппская волость         |
| 233 | Махново             | деревня | ↘6                                                                                         | Новоизборская волость     |
| 234 | Машково             | деревня | ↘172                                                                                       | Печоры                    |
| 235 | Медведково          | деревня | ↘6                                                                                         | Лавровская волость        |
| 236 | Медли               | деревня | ↘46                                                                                        | Круппская волость         |
| 237 | Медово              | деревня | ↗19                                                                                        | Круппская волость         |
| 238 | Мильдино            | деревня | ↗4                                                                                         | Лавровская волость        |
| 239 | Митковицкое Загорье | деревня | ↘5                                                                                         | Печоры                    |
| 240 | Митковицы           | деревня | ↘25                                                                                        | Печоры                    |
| 241 | Михалёво            | деревня | ↗4                                                                                         | Печоры                    |
| 242 | Михеенки            | деревня | ↘4                                                                                         | Лавровская волость        |
| 243 | Мокшино             | деревня | ↘2                                                                                         | Новоизборская волость     |
| 244 | Моложва             | деревня | ↘178                                                                                       | Круппская волость         |
| 245 | Молочково-Дубенец   | деревня | ↘10                                                                                        | Круппская волость         |
| 246 | Мосток              | деревня | ↘0                                                                                         | Печоры                    |
| 247 | Мотовилово          | деревня | ↘6                                                                                         | Печоры                    |
| 248 | Мотылино            | деревня | →3                                                                                         | Печоры                    |
| 249 | Мурашкино           | деревня | ↘5                                                                                         | Печоры                    |
| 250 | Мустишево           | деревня | ↗26                                                                                        | Лавровская волость        |
| 251 | Настахино           | деревня | ↘0                                                                                         | Печоры                    |
| 252 | Наталкино           | деревня | ↘3                                                                                         | Печоры                    |
| 253 | Невское-Олохово     | деревня | ↘17                                                                                        | Печоры                    |
| 254 | Нижний Крупск       | деревня | ↘38                                                                                        | Печоры                    |
| 255 | Никольщина          | деревня | ↗26                                                                                        | Лавровская волость        |
| 256 | Новая               | деревня | ↘6                                                                                         | Печоры                    |
| 257 | Новая               | деревня | ↘1                                                                                         | Печоры                    |
| 258 | Новые Бутырки       | деревня | ↗442                                                                                       | Печоры                    |
| 259 | Новые Шумки         | деревня | ↘1                                                                                         | Лавровская волость        |
| 260 | Новый Изборск       | деревня | ↘1049                                                                                      | Новоизборская волость     |
| 261 | Павлово             | деревня | ↗3                                                                                         | Печоры                    |
| 262 | Павлово-Блины       | деревня | ↘51                                                                                        | Лавровская волость        |
| 263 | Пальцево            | деревня | ↗5                                                                                         | Печоры                    |
| 264 | Паниковичи          | деревня | ↘316                                                                                       | Печоры                    |
| 265 | Паниковка           | деревня | →1                                                                                         | Новоизборская волость     |
| 266 | Папушево            | деревня | ↗39                                                                                        | Лавровская волость        |
| 267 | Пашково             | деревня | ↘1                                                                                         | Лавровская волость        |
| 268 | Пеньево             | деревня | ↘2                                                                                         | Лавровская волость        |
| 269 | Песок               | деревня | ↘37                                                                                        | Круппская волость         |
| 270 | Петровск            | деревня | →14                                                                                        | Печоры                    |
| 271 | Печки               | деревня | ↘107                                                                                       | Новоизборская волость     |
| 272 | Печорское-Олохово   | деревня | →4                                                                                         | Печоры                    |
| 273 | Печоры              | город   | ↘9808                                                                                      | Печоры                    |
| 274 | Пискони             | деревня | ↘14                                                                                        | Новоизборская волость     |
| 275 | Пишево              | деревня | ↗10                                                                                        | Лавровская волость        |
| 276 | Подавалицы          | деревня | ↘39                                                                                        | Печоры                    |
| 277 | Подгорье            | деревня | ↘4                                                                                         | Круппская волость         |
| 278 | Подгорье            | деревня | ↘21                                                                                        | Лавровская волость        |
| 279 | Подграмье           | деревня | ↘34                                                                                        | Новоизборская волость     |
| 280 | Поддубье            | деревня | ↘19                                                                                        | Печоры                    |
| 281 | Поддубье            | деревня | ↗7                                                                                         | Печоры                    |
| 282 | Подлесье            | деревня | ↘188                                                                                       | Печоры                    |
| 283 | Поколодово          | деревня | ↘0                                                                                         | Печоры                    |
| 284 | Ползохново          | деревня | ↘0                                                                                         | Печоры                    |
| 285 | Поляны              | деревня | ↘8                                                                                         | Печоры                    |
| 286 | Пометково           | деревня | ↗1                                                                                         | Печоры                    |
| 287 | Порослово           | деревня | ↘5                                                                                         | Печоры                    |
| 288 | Поташёво-Говзино    | деревня | ↗3                                                                                         | Лавровская волость        |
| 289 | Потолово            | деревня | →0                                                                                         | Печоры                    |
| 290 | Прудище             | деревня | ↘4                                                                                         | Печоры                    |
| 291 | Пурики              | деревня | ↘4                                                                                         | Лавровская волость        |
| 292 | Пустошь-Желчаны     | деревня | →0                                                                                         | Лавровская волость        |
| 293 | Пустошь-Сохино      | деревня | →0                                                                                         | Лавровская волость        |
| 294 | Пыжово              | деревня | ↗55                                                                                        | Печоры                    |
| 295 | Пырсте              | деревня | ↗11                                                                                        | Круппская волость         |
| 296 | Рагозина Гора       | деревня | ↘2                                                                                         | Печоры                    |
| 297 | Раково              | деревня | ↘7                                                                                         | Новоизборская волость     |
| 298 | Рассолово           | деревня | ↗14                                                                                        | Печоры                    |
| 299 | Рачево              | деревня | ↘14                                                                                        | Печоры                    |
| 300 | Репино              | деревня | ↗2                                                                                         | Печоры                    |
| 301 | Репище              | деревня | →0                                                                                         | Лавровская волость        |
| 302 | Речки               | деревня | ↘32                                                                                        | Новоизборская волость     |
| 303 | Решетово            | деревня | ↘1                                                                                         | Печоры                    |
| 304 | Рогово              | деревня | ↘0                                                                                         | Печоры                    |
| 305 | Рожитец             | деревня | ↘11                                                                                        | Круппская волость         |
| 306 | Ромшино             | деревня | ↗6                                                                                         | Лавровская волость        |
| 307 | Ротово              | деревня | ↗461                                                                                       | Лавровская волость        |
| 308 | Русский Бор         | деревня | ↘3                                                                                         | Печоры                    |
| 309 | Рыжиково            | деревня | ↗13                                                                                        | Печоры                    |
| 310 | Рысево              | деревня | ↘12                                                                                        | Печоры                    |
| 311 | Салтаново           | деревня | ↘0                                                                                         | Печоры                    |
| 312 | Сельцы              | деревня | ↘7                                                                                         | Круппская волость         |
| 313 | Семендяево          | деревня | ↘5                                                                                         | Лавровская волость        |
| 314 | Сенно               | деревня | ↗168                                                                                       | Новоизборская волость     |
| 315 | Серпово             | деревня | →0                                                                                         | Круппская волость         |
| 316 | Сигово              | деревня | ↘3                                                                                         | Печоры                    |
| 317 | Ситково             | деревня | →0                                                                                         | Печоры                    |
| 318 | Слизово             | деревня | ↘0                                                                                         | Печоры                    |
| 319 | Слудицы             | деревня | ↘4                                                                                         | Круппская волость         |
| 320 | Смольник            | деревня | ↗13                                                                                        | Печоры                    |
| 321 | Смолянка            | деревня | ↗16                                                                                        | Лавровская волость        |
| 322 | Соколово            | деревня | ↘4                                                                                         | Лавровская волость        |
| 323 | Соколово            | деревня | ↘28                                                                                        | Новоизборская волость     |
| 324 | Сорокино            | деревня | ↘0                                                                                         | Печоры                    |
| 325 | Соха                | деревня | ↘13                                                                                        | Круппская волость         |
| 326 | Сохино              | деревня | ↘0                                                                                         | Лавровская волость        |
| 327 | Стайки              | деревня | ↘6                                                                                         | Лавровская волость        |
| 328 | Стехново            | деревня | ↘2                                                                                         | Лавровская волость        |
| 329 | Столбово            | деревня | ↗28                                                                                        | Лавровская волость        |
| 330 | Стуколово           | деревня | ↘2                                                                                         | Лавровская волость        |
| 331 | Стуколово           | деревня | ↘11                                                                                        | Печоры                    |
| 332 | Ступино             | деревня | →0                                                                                         | Круппская волость         |
| 333 | Сухлово             | деревня | ↘39                                                                                        | Круппская волость         |
| 334 | Сыромятино          | деревня | ↘18                                                                                        | Печоры                    |
| 335 | Тайлово             | деревня | ↘61                                                                                        | Печоры                    |
| 336 | Тайловские Хутора   | деревня | →3                                                                                         | Печоры                    |
| 337 | Тарантаево          | деревня | ↗18                                                                                        | Лавровская волость        |
| 338 | Тармахино           | деревня | ↘6                                                                                         | Печоры                    |
| 339 | Тереб               | деревня | ↘4                                                                                         | Печоры                    |
| 340 | Терехово            | деревня | ↘8                                                                                         | Лавровская волость        |
| 341 | Тетерево-1          | деревня | ↘8                                                                                         | Лавровская волость        |
| 342 | Тетерево-2          | деревня | ↘1                                                                                         | Лавровская волость        |
| 343 | Тешевицы            | деревня | ↘49                                                                                        | Новоизборская волость     |
| 344 | Тивиково            | деревня | ↗9                                                                                         | Печоры                    |
| 345 | Третьяково          | деревня | ↘16                                                                                        | Печоры                    |
| 346 | Троицкое            | деревня | ↘4                                                                                         | Печоры                    |
| 347 | Тростино            | деревня | ↘1                                                                                         | Новоизборская волость     |
| 348 | Трофимково          | деревня | ↘8                                                                                         | Печоры                    |
| 349 | Трынтово            | деревня | ↘16                                                                                        | Новоизборская волость     |
| 350 | Тульцево            | деревня | ↘16                                                                                        | Лавровская волость        |
| 351 | Туравины            | деревня | ↗3                                                                                         | Лавровская волость        |
| 352 | Турок               | деревня | ↘31                                                                                        | Печоры                    |
| 353 | Тяково              | деревня | ↘0                                                                                         | Лавровская волость        |
| 354 | Угарево             | деревня | ↗22                                                                                        | Печоры                    |
| 355 | Уланово             | деревня | ↘12                                                                                        | Печоры                    |
| 356 | Ульянцево           | деревня | ↘3                                                                                         | Печоры                    |
| 357 | Умковичи            | деревня | ↘6                                                                                         | Печоры                    |
| 358 | Усадище             | деревня | ↗18                                                                                        | Лавровская волость        |
| 359 | Усадище             | деревня | ↗31                                                                                        | Новоизборская волость     |
| 360 | Усова Гора          | деревня | ↘4                                                                                         | Печоры                    |
| 361 | Федосы              | деревня | ↗5                                                                                         | Лавровская волость        |
| 362 | Фролкино            | деревня | ↘6                                                                                         | Лавровская волость        |
| 363 | Халахальня          | деревня | ↘4                                                                                         | Новоизборская волость     |
| 364 | Херково             | деревня | ↘1                                                                                         | Печоры                    |
| 365 | Хребты              | деревня | →6                                                                                         | Лавровская волость        |
| 366 | Чавыдово            | деревня | ↗13                                                                                        | Печоры                    |
| 367 | Чальцево            | деревня | ↘44                                                                                        | Печоры                    |
| 368 | Черемново           | деревня | ↘8                                                                                         | Печоры                    |
| 369 | Черепово            | деревня | ↘0                                                                                         | Печоры                    |
| 370 | Черноярово          | деревня | ↘1                                                                                         | Печоры                    |
| 371 | Чернышево           | деревня | ↘1                                                                                         | Новоизборская волость     |
| 372 | Чухново             | деревня | ↘6                                                                                         | Лавровская волость        |
| 373 | Шартово             | деревня | ↘28                                                                                        | Круппская волость         |
| 374 | Шилово              | деревня | ↘0                                                                                         | Лавровская волость        |
| 375 | Шляхово             | деревня | ↘2                                                                                         | Печоры                    |
| 376 | Шубенки             | деревня | ↘6                                                                                         | Лавровская волость        |
| 377 | Шумилкино           | деревня | ↘10                                                                                        | Печоры                    |
| 378 | Шумилово            | деревня | ↘9                                                                                         | Лавровская волость        |
| 379 | Шумилово            | деревня | ↘0                                                                                         | Печоры                    |
| 380 | Шумки               | деревня | ↘2                                                                                         | Лавровская волость        |
| 381 | Шумряниново         | деревня | ↘16                                                                                        | Лавровская волость        |
| 382 | Юнцево              | деревня | Получено слишком много сущностей из Викиданные. Количество загруженных сущностей: 400/400. | Печоры                    |
| 383 | Юшково              | деревня | Получено слишком много сущностей из Викиданные. Количество загруженных сущностей: 400/400. | Лавровская волость        |
| 384 | Ямище               | деревня | Получено слишком много сущностей из Викиданные. Количество загруженных сущностей: 400/400. | Круппская волость         |
| 385 | Янкино              | деревня | Получено слишком много сущностей из Викиданные. Количество загруженных сущностей: 400/400. | Печоры                    |
| 386 | Ястребье            | деревня | Получено слишком много сущностей из Викиданные. Количество загруженных сущностей: 400/400. | Круппская волость         |
| 387 | Ячменево            | деревня | Получено слишком много сущностей из Викиданные. Количество загруженных сущностей: 400/400. | Круппская волость         |

## Муниципально-территориальное устройство
С апреля 2015 года в состав Печорского района входят 4 муниципальных образования, в том числе: 1 городское и 3 сельских поселения (волости):
| № | Муниципальное образование | Статус МО | Административный центр | Количество населённых пунктов | Население                                                                                  | Площадь, км² |
| - | ------------------------- | --------- | ---------------------- | ----------------------------- | ------------------------------------------------------------------------------------------ | ------------ |
| 1 | Печоры                    | ГП        | город Печоры           | 175                           | Получено слишком много сущностей из Викиданные. Количество загруженных сущностей: 400/400. | 549,3        |
| 2 | Круппская волость         | СП        | деревня Крупп          | 58                            | Получено слишком много сущностей из Викиданные. Количество загруженных сущностей: 400/400. | 78,8         |
| 3 | Лавровская волость        | СП        | деревня Лавры          | 110                           | Получено слишком много сущностей из Викиданные. Количество загруженных сущностей: 400/400. | 365,0        |
| 4 | Новоизборская волость     | СП        | деревня Новый Изборск  | 44                            | Получено слишком много сущностей из Викиданные. Количество загруженных сущностей: 400/400. | 27,7         |

### История муниципального устройства
В 2005 году в составе Печорского района было образовано 7 муниципальных образований: 1 городское поселение и 6 сельских поселений (волостей):

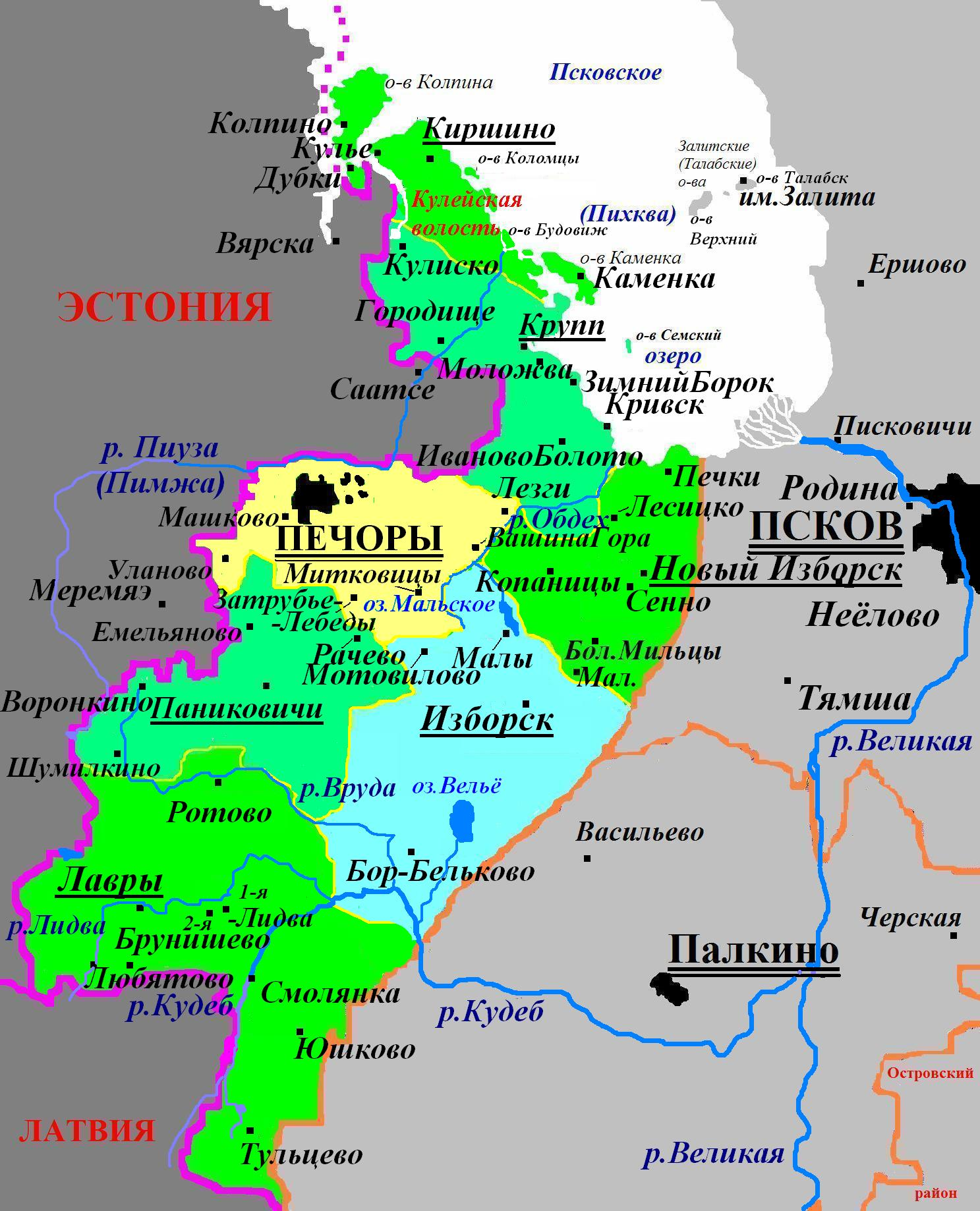
Печорский район (2006—2015)

| № | Муниципальное образование | Статус МО | Административный центр | Количество населённых пунктов | Население | Площадь, км² |
| - | ------------------------- | --------- | ---------------------- | ----------------------------- | --------- | ------------ |
| 1 | Печоры                    | ГП        | город Печоры           | 43                            | 11467     |              |
| 2 | Изборская волость         | СП        | деревня Изборск        | 53                            | 1277      |              |
| 3 | Круппская волость         | СП        | деревня Крупп          | 37                            | 1374      |              |
| 4 | Кулейская волость         | СП        | деревня Киршино        | 21                            | 827       |              |
| 5 | Лавровская волость        | СП        | деревня Лавры          | 110                           | 2441      |              |
| 6 | Новоизборская волость     | СП        | деревня Новый Изборск  | 44                            | 2109      |              |
| 7 | Паниковская волость       | СП        | деревня Паниковичи     | 79                            | 1435      |              |

В 2015 году сельские поселения Изборская и Паниковская волости были упразднены и включены в состав городского поселения Печоры; также Кулейская волость была упразднена и вошла в состав Круппской волости.

## Экономика
Ведущими отраслями промышленности в районе являются производство строительных материалов, лёгкая, пищевая, деревообрабатывающая. Основные предприятия: керамический завод ООО «Евро-Керамика Печоры» (напольная и облицовочная плитка, кислотоупорная тротуарная черепица, тугоплавкая глина), ОАО «Новоизборский комбинат нерудных материалов» (известковая мука и щебень), ООО «Габел» (древесина), ООО «Межхозяйственный лесхоз Печорский», ООО Кондитерская фабрика «Надежда» и другие.
Земли сельскохозяйственного назначения на 1 ноября 2020 года составляют 61,822 тыс. га, в том числе сельскохозяйственные угодья — 37,178 тыс. га, из которых пашня 24,544 тыс. га, залежь 1,685 тыс. га, сенокосы 6,025 тыс. га, пастбища 4,788 тыс. га. Кормовые культуры занимают более 40 % всех посевных площадей. Печорский район занимает первое место в области по посадкам картофеля. Основная отрасль в сельском хозяйстве это молочное животноводство: общее количество поголовья крупного рогатого скота в 4 крупнейших хозяйствах составляет на 1 декабря 2020 года 1778 голов, из них дойное стадо 927 голов. Мелкий рогатый скот представлен овцеводством (7 хозяйств) – 333 голов и козоводством (3 хозяйства) – 24 головы. Помимо этого в личных подсобных хозяйствах района содержится более 780 голов мелкого рогатого скота. Поголовье птиц составляет на 1 декабря 2020 года более 4000 голов, в том числе в КФХ «Страусиная ферма» 100 голов. 3 хозяйства занимаются аквакультурой, где выращивают преимущественно форель.

## Транспорт
Через район проходят автотрасса федерального значения Псков — Рига, железнодорожные трассы Таллин — Москва, Рига — Санкт-Петербург.

## Достопримечательности
- Свято-Успенский Псково-Печерский мужской монастырь.
- Государственный историко-архитектурный и природно-ландшафтный музей-заповедник «Изборск».
- Погост Сенно, XVI век.
- Сигово — музей-усадьба народа сету.
- Ольгин хутор — народный музей крестьянского быта, постоялый двор.
- Западная резиденция Деда Мороза — «Город Деда Мороза» (открыта в 2014 году).
- Хлебный Хутор —  это ремесленная деревня, музей крестьянского быта, натуральное хозяйство, восстанавливается водяная мельница, трапезная с традиционными блюдами. На базе хутора производят 120 видов форм печатных пряников по традиционному рецепту Печорского пряника.